# 자동차 동호인
자동차 동호인은 자동차에 대해서 관심과 열정이 많으며 좋아하는 사람들을 가르키는 단어이다. 교통 동호인의 범주에 포함이 되며 자동차 동호인들끼리 모여 다음과 네이버와 같은 포털 사이트들에 카페를 만들기도 한다.

## 자동차 동호인의 분류
자동차 동호인의 분류에는 다음과 같은 분류가 있다.

### 사진 및 촬영
자동차에 대한 사진과 동영상을 촬영하는 사람들이다.

### 모형 수집
자동차에 대한 모형을 수집하고 만드는 사람들이다.

### 자동차 보존
수명이 다되어 현역에서 퇴역한 자동차들을 모아서 보존하는 사람들이다.

### 여행
자동차를 통해 여행하는 것을 즐기고 취미로 삼는 사람들이다.

## 같이 보기
- 교통 동호인
- 교통수단
- 자동차